# Palthis calcalis
Palthis calcalis là một loài bướm đêm trong họ Noctuidae.